# Apeadeiro de Corgo
O Apeadeiro de Corgo é uma interface encerrada da Linha do Corgo, situada no concelho de Peso da Régua, em Portugal.

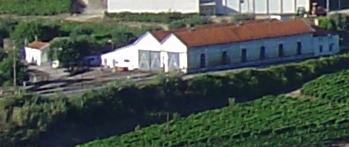
Apeadeiro de Corgo à esquerda, com o Posto de Manutenção de Régua à direita

## História
Este apeadeiro fazia parte do troço entre Régua e Vila Real da Linha do Corgo, que foi inaugurado em 12 de Maio de 1906.

Os serviços neste lanço foram suspensos para obras em 25 de Março de 2009, sendo totalmente encerrado pela Rede Ferroviária Nacional em Julho de 2010. Em 2016 foi desmantelada toda a infraestrutura ferroviária em via algaliada entre a estação da Régua e a de Corgo, que permitia a ligação entre o tronco da Linha do Corgo e as instalações de manutenção, manobras, e atividade comercial (passageiros e carga) na Régua, inviabilizando assim uma futura reabertura da operação em via estreita.